# Blog photo
 (février 2012).
Si vous disposez d'ouvrages ou d'articles de référence ou si vous connaissez des sites web de qualité traitant du thème abordé ici, merci de compléter l'article en donnant les références utiles à sa vérifiabilité et en les liant à la section « Notes et références ».

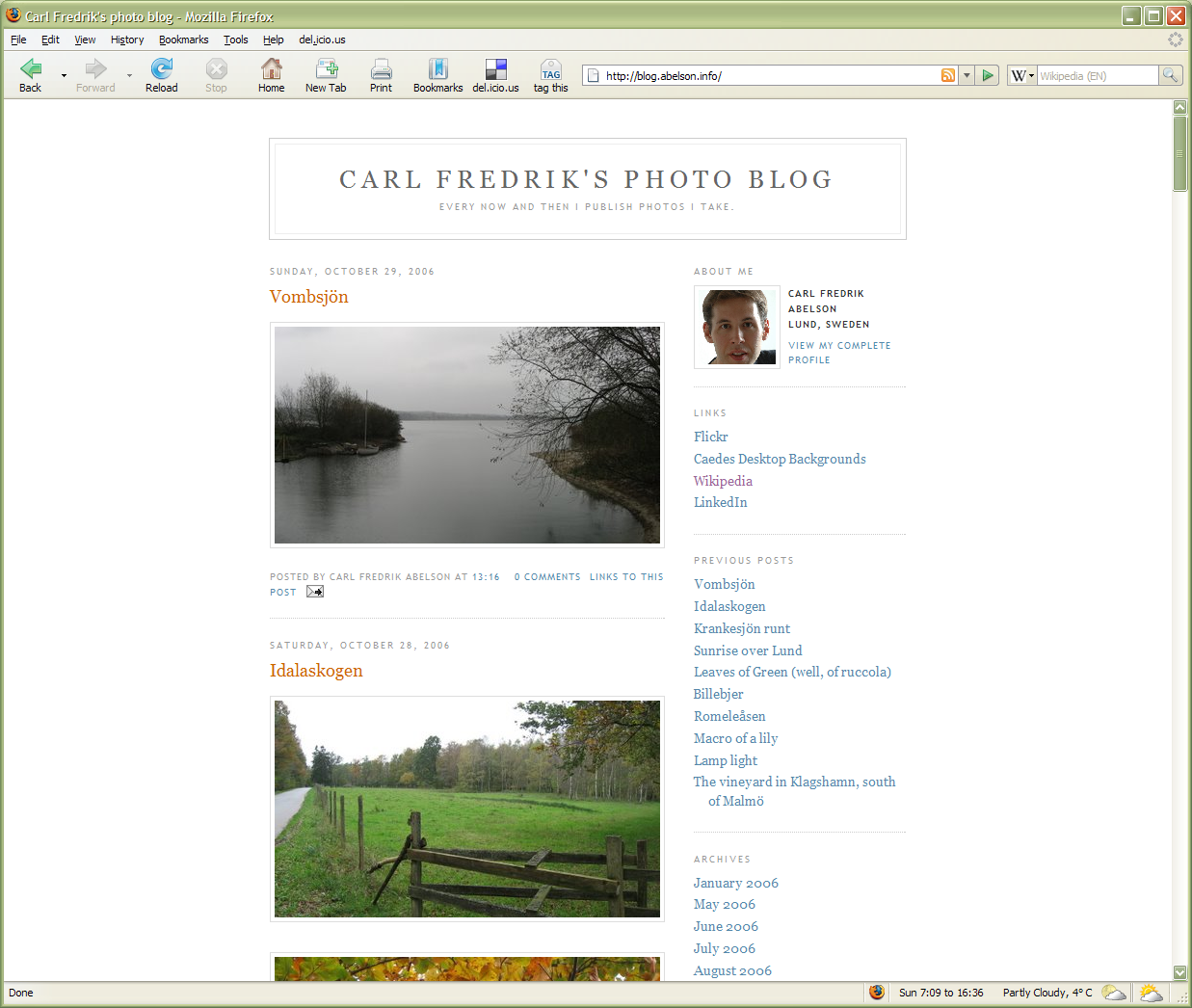
Capture d'écran d'un blog photo

Un blog photo, blogue photo ou photoblogue (anglais : photoblog) est, à l'instar du blog, un type de site web — ou une partie d'un site web — utilisé pour la publication périodique et régulière d'images photographiques rendant compte d'une actualité autour d'une thématique particulière. Il arrive que ces blogs laissent une place importante au texte, que ce soit pour exprimer des idées particulières de l'auteur concernant la photographie, ou alors pour faire écho à l'image.

## Forme
Le format des blogs photo est variable : certains auteurs choisissent de présenter une photographie par page, tandis que d'autres (surtout dans le cas où le texte prend une place importante) choisissent une mise en page ressemblant plus aux blogs classiques, avec plusieurs articles accompagnés de photos présentés à la suite sur une même page. Dans tous les cas, et comme pour tous les blogs, les entrées sont présentées dans un ordre chronologique inversé (du plus récent au plus ancien) et les visiteurs peuvent laisser leurs commentaires.
Certains Systèmes de gestion de contenu permettent de lire les métadonnées des photographies, comme les données EXIF, pour les afficher.
Des services tels que Wordpress, Flickr, Blogger ou encore Fotolog permettent d'obtenir un photoblogue en ligne rapidement. Certains sont payants et peuvent recevoir un nom de domaine personnalisé.